# 1983年欧洲超级杯
1983年欧洲超级杯由汉堡对阵阿伯丁，最终阿伯丁以总比分2-0夺冠。